# Далёкое (Запорожская область)
Далёкое (укр. Далеке) — село,
Широковский сельский совет,
Весёловский район,
Запорожская область,
Украина.
Код КОАТУУ — 2321287902. Население по переписи 2001 года составляло 156 человек.

## Географическое положение
Село Далёкое находится в 5-и км от села Широкое.

## История
- 1920 год — дата основания как хутор Молодчики.
- 1945 год — переименовано в хутор Далёкий[2].
- 1958 год — переименовано в село Далёкое.